# Xã Fristoe, Quận Benton, Missouri
Xã Fristoe (tiếng Anh: Fristoe Township) là một xã thuộc quận Benton, tiểu bang Missouri, Hoa Kỳ. Năm 2010, dân số của xã này là 2.450 người.